# Franciszek Kołpacki
Franciszek Kołpacki (1874–1956) – działacz polonijny w Niemczech.
Od 1894 mieszkał w Westfalii, gdzie był m.in. prezesem Zjednoczenia Zawodowego Polskiego i wiceprezesem Związku Polaków w Niemczech. Działał również w Związku Polskich Towarzystw Szkolnych, a po zakończeniu II wojny światowej ponownie w Związku Polaków w Niemczech.